# Communauté de communes d'Eyrieux aux Serres
La communauté de communes d'Eyrieux aux Serres  est une ancienne communauté de communes française, située dans le département de l'Ardèche.
Elle fusionne en 2014 avec la communauté de communes Privas - Rhône et Vallées et d'autres communes pour former la nouvelle communauté d'agglomération Privas Centre Ardèche

## Composition
Elle est composée de 10 communes :
| Nom                              | Code Insee | Gentilé      | Superficie (km2) | Population (dernière pop. légale) | Densité (hab./km2) |
| -------------------------------- | ---------- | ------------ | ---------------- | --------------------------------- | ------------------ |
| Les Ollières-sur-Eyrieux (siège) | 07167      | Ollièrois    | 7,58             | 957 (2014)                        | 126                |
| Beauvène                         | 07030      | Beauvenais   | 11,82            | 221 (2014)                        | 19                 |
| Chalencon                        | 07048      | Chalaisiens  | 9,44             | 301 (2014)                        | 32                 |
| Dunière-sur-Eyrieux              | 07083      | Dunierois    | 7,73             | 430 (2014)                        | 56                 |
| Pranles                          | 07184      | Pranlins     | 29,49            | 465 (2014)                        | 16                 |
| Saint-Étienne-de-Serre           | 07233      | Serrous      | 16,52            | 225 (2014)                        | 14                 |
| Saint-Maurice-en-Chalencon       | 07274      |              | 7,81             | 211 (2014)                        | 27                 |
| Saint-Michel-de-Chabrillanoux    | 07278      |              | 12,14            | 370 (2014)                        | 30                 |
| Saint-Sauveur-de-Montagut        | 07295      | Montagutiens | 11,54            | 1 112 (2014)                      | 96                 |
| Saint-Vincent-de-Durfort         | 07303      |              | 12,52            | 241 (2014)                        | 19                 |

## Sources
- Base Nationale de l'Intercommunalité
- Splaf
- Base aspic

## Liens utiles
Guide touristique sur Eyrieux aux Serres